# Șoimi
Șoimi là một xã thuộc hạt Bihor, România. Dân số thời điểm năm 2002 là 3008 người.